# Kolcomysz ryftowa
Kolcomysz ryftowa (Acomys percivali) – gatunek ssaka z podrodziny sztywniaków (Deomyinae) w obrębie rodziny myszowatych (Muridae), występujący w Afryce Wschodniej.

## Zasięg występowania
Kolcomysz ryftowa występuje w południowo-wschodnim Sudanie Południowym, południowo-zachodniej Etiopii, północno-wschodniej Ugandzie i zachodniej Kenii.

## Taksonomia
Gatunek po raz pierwszy zgodnie z zasadami nazewnictwa binominalnego opisał w 1911 roku brytyjski zoolog Guy Dollman nadając mu nazwę Acomys percivali. Holotyp pochodził z Chanler Falls, znad rzeki Ewaso Ng’iro, w Kenii. 
A. percivali był początkowo uważany za synonim A. kempi, ale był również zaliczany do A. cahirinus, przeciw czemu wielu autorów sprzeciwiało się już w 1919 roku. Na podstawie morfologii (uzębienie) i badań genetycznych stwierdzono, że jest blisko spokrewniony z A. wilsoni i oba gatunki żyją sympatrycznie w południowej Etiopii, gdzie są rozpoznawane na podstawie kariotypu 2n = 36 i FN = 68. Autorzy Illustrated Checklist of the Mammals of the World uznają ten takson za gatunek monotypowy.

### Etymologia
- Acomys: gr. ακη akē „ostry punkt”; μυς mus, μυός muos „mysz”[7].
- percivali: Arthur Blayney Percival (1875–1941), brytyjski kolekcjoner, ornitolog w Arabii i południowej Afryce, strażnik leśny w Kenii w latach 1901–1923[8].

## Morfologia
Długość ciała (bez ogona) 82–111 mm, długość ogona 39–92 mm (ogon stanowi 76% długości ciała), długość ucha 11–15 mm, długość tylnej stopy 9–15 mm; masa ciała 18–48 g.

## Ekologia
Kolcomysz ryftowa żyje głównie na nizinach w obrębie Wielkiego Rowu Wschodniego, doliny ryftowej w Afryce (stąd nazwa). Jest spotykana do wysokości 1000 m n.p.m., szczególnie na terenach skalistych, pokrytych lawą. Jest to zwierzę owadożerne.

## Populacja
Kolcomysz ryftowa zamieszkuje duży obszar i jest pospolita; choć jej populacja podlega cyklicznym zmianom liczebności, to generalnie jest stabilna. Międzynarodowa Unia Ochrony Przyrody uznaje kolcomysz ryftową za gatunek najmniejszej troski. Nie wiadomo, czy potrafi się ona przystosować do zmian środowiska, ale na większości zamieszkiwanego terenu działalność ludzka ogranicza się do pasterstwa i obecnie nie są znane zagrożenia dla gatunku. Występuje na obszarach chronionych.